# Nikola Bašić
Nikola Bašić je arhitekt rođen u Murteru 1946. godine. Redovni akademik HAZU od 2016. godine.

## Životopis
Rođen je u Murteru 1946. godine. 
Gimnaziju je pohađao u Zadru, a diplomirao je na Arhitektonsko-urbanističkom fakultetu u Sarajevu 1972. godine. Poslije je pohađao postdiplomski studij «Arhitektonske strukture» također u Sarajevu (1978. – '80.). Izvanredni je profesor i voditelj arhitektonske radionice na Građevinsko--arhitektonskom fakultetu u Splitu te gostujući predavač na poslijediplomskom studiju arhitektonskih fakulteta u Sarajevu i Splitu. Za člana suradnika Razreda za likovne umjetnosti izabran je 2008., te je 2015. godine imenovan predsjednikom Znanstvenog vijeća za turizam HAZU.
Od 1991. godine vodi vlastiti projektantski ured pod nazivom MARINAPROJEKT.
Član je stručnog savjeta UHA-e (dva mandata) te član žirija nagrade Vladimir Nazor. Ekspert je Europana i član žirija, član Skupštine Hrvatske komore arhitekata i inženjera u graditeljstvu, počasni član društva arhitekata grada Sarajeva, član Upravnog vijeća Nacionalnog parka Kornati. Ima i članstvo u ocjenjivačkim sudovima niza arhitektonskih natječaja.
Sudjeluje s referatima i predavanjima u nizu znanstvenih, stručnih i javnih skupova u zemlji i inozemstvu, te u nizu grupnih arhitektonskih izložbi u zemlji i inozemstvu. Održao je samostalnu izložbu «Zadarski magnificat» u sklopu 38. Zagrebačkog salona, a njegovi su radovi objavljeni i citirani u nizu stručnih časopisa i arhitektonskih revija i drugim tiskovinama. Gost predavač na postdiplomskom studiju u Sarajevu (2004.) i na Arhitektonskom fakultetu u Splitu (2005.).

### Djela
Autor je instalacije Pozdrav Suncu i Morskih orgulja u Zadru te spomen križeva na Kornatima i niza drugih arhitektonskih zdanja.
Bašićev autorski opus obuhvaća više od 30 realiziranih zgrada i dvadesetak projekata izrazito istraživački usmjerenih prema spoznajama novih funkcionalnih i oblikovnih koncepcija arhitektonike. Projektima stambenih zgrada u Zadru ostvario je inovativnu dispoziciju stana ukidanjem standardnog hodnika i dodavanjem pretprostora ulasku u stan, što je asocijacija na tradicionalnu dalmatinsku arhitekturu. Gradnjom trgovačkog centra u Zadru, umjesto standardnih izoliranih zdanja supermarketa, ostvaruje urbani tip trgovačkog ambijenta kao natkrivenog javnog gradskog prostora. Projektom uređenja zapadne obale zadarskog poluotoka pretvara pješačku površinu u dvije urbane instalacije: Morske orgulje prihvaćaju sviralama potisnutu energiju morskih valova stvarajući tako najveći glazbeni instrument na svijetu, a oval Pozdrava suncufotoćelijama akumulira svjetlosnu energiju sunca da bi je emitirao tijekom noći u komponiranim svjetlosnim efektima. Posebnu pažnju pobudio je inventivni projekt spomen-obilježja stradalim vatrogascima na otoku Kornatu u obliku križno složenih gromača, kao autohtonom znaku ambijenta, duhovnosti, patnje i ufanja. Arhitektonsko djelo Nikole Bašića odlikuju sadržajne inovacije u oblikovanju funkcije stana ili crkve te isto tako u formiranju gradskih centara, marina i obalnih ambijenata.

### Nagrade
Primio je dvadesetak domaćih i međunarodnih nagrada, među kojima se ističu triput Državna nagrada Vladimir Nazor za arhitekturu, triput Nagrada Zagrebačkog salona, međunarodne nagrade u Meksiku i Barceloni te odličje nositelja viteza umjetnosti i književnosti Francuske akademije znanosti i umjetnosti Chevalier de l' Ordre des Arts et des Lettres.

## Vanjske poveznice
- Životopis Nikole Bašića, popis radova i nagrada  Arhivirana inačica izvorne stranice od 24. rujna 2017. (Wayback Machine)
- Bašić, Nikola Hrvatska tehnička enciklopedija, portal hrvatske tehničke baštine. LZMK